# Lagerstätte

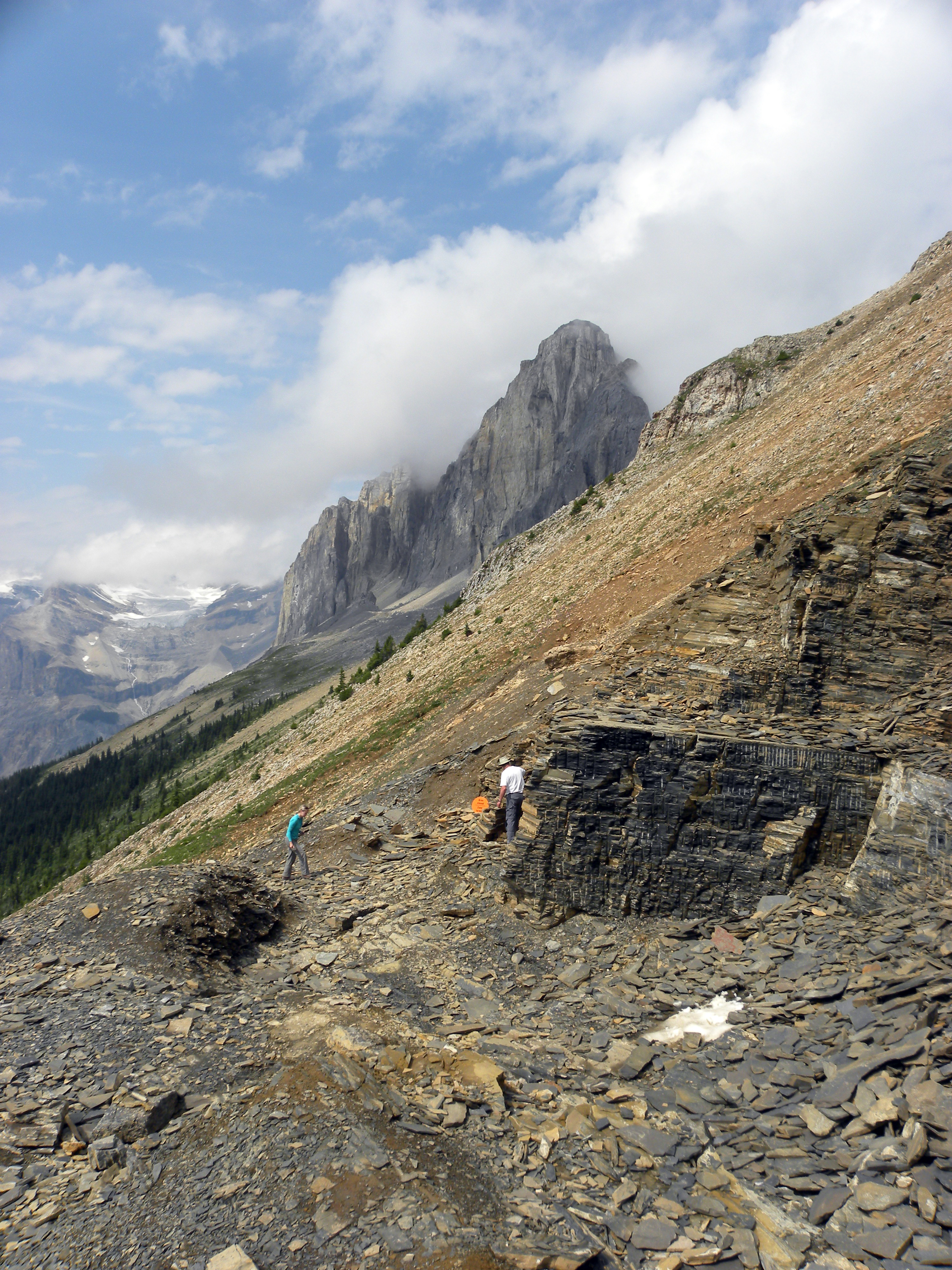
Depósitos de Burgess, Canadá, um lagerstätte de conservação.

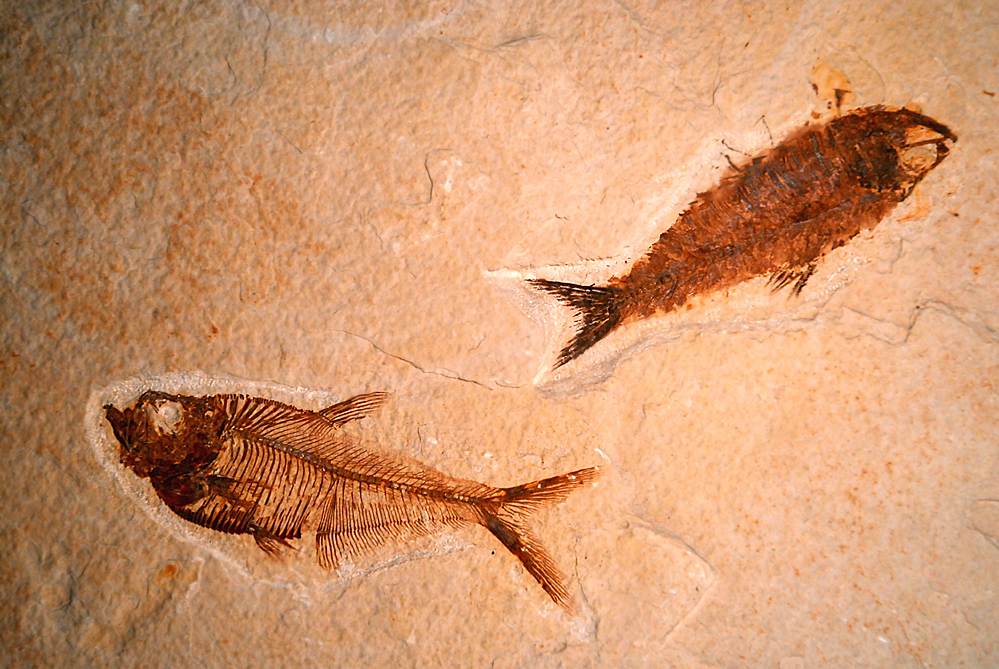
Peixes fósseis da Formação de Green River, um Lagerstätte do Eoceno.

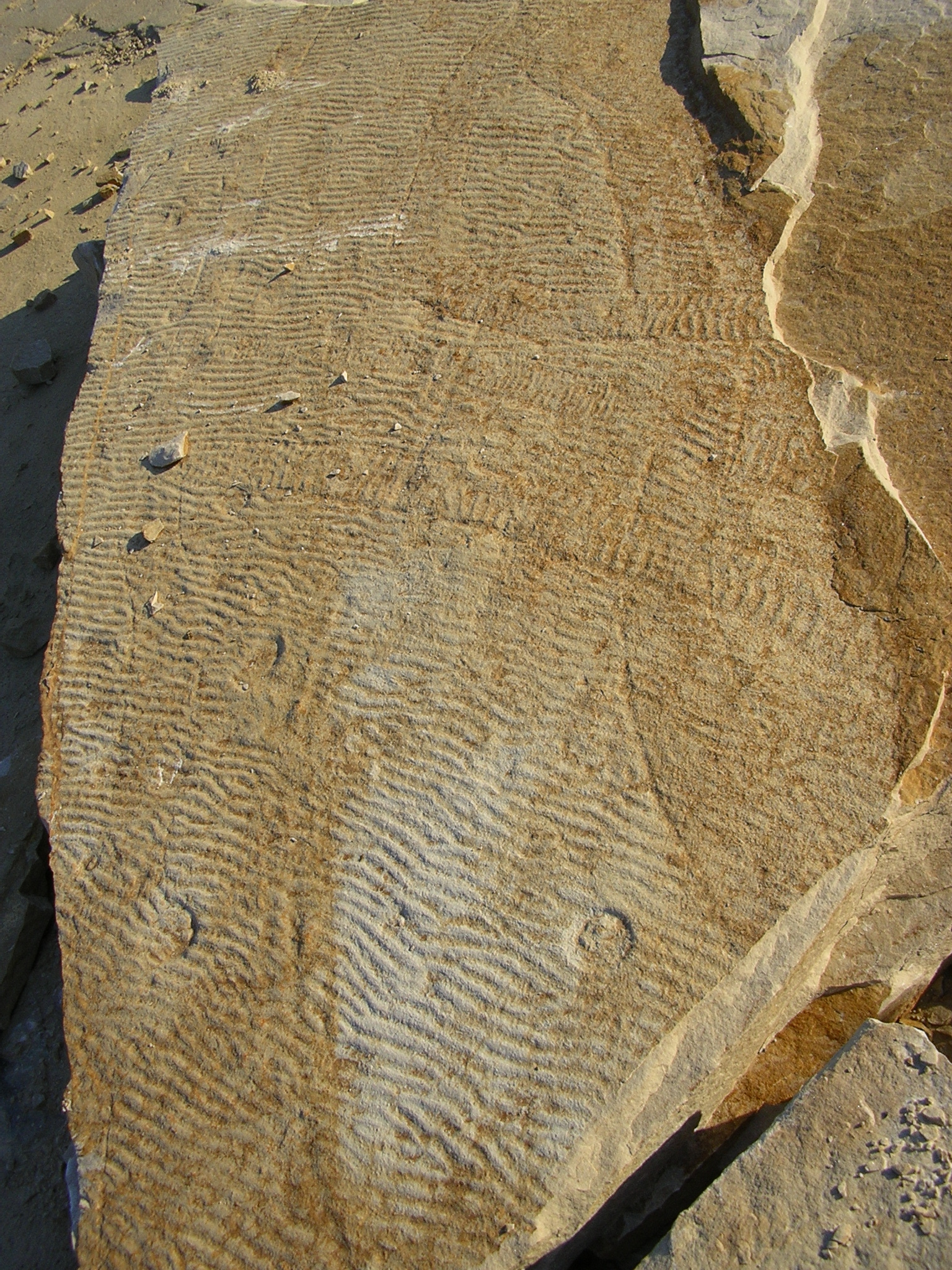
Scyphozoa arrojados à praia, com rastos de Climactichnites no Lagerstätte de Blackberry Hill, Wisconsin (Cambriano). O cifozoário em primeiro plano tem 10 cm de diâmetro. A laje é em hiporrelevo.

Lagerstätte (alemão: [ˈlaːɡɐˌʃtɛtə], de Lager 'armazém, jazimento' Stätte 'lugar'; plural Lagerstätten) é a designação dada em Paleontologia aos depósitos sedimentares, as jazidas, que apresentam fósseis extraordinários com preservação excepcional, por vezes incluindo tecidos moles conservados. Estas formações resultam em geral do soterramento de carcaças animais em ambiente anóxico com actividade bacteriana reduzida, o que atrasa a decomposição permitindo a fossilização. Conhecem-se Lagerstätten originados em diversos períodos geológicos, desde a era Neoproterozoica ao presente. O jargão técnico conserva o termo na língua original, conforme cunhado em 1970 por Adolf Seilacher, para denominar este tipo particular de jazida, os Fossillagerstätte ou também Fossil-Lagerstätte (em alemão, «jazida de fósseis»; no plural Fossillagerstätten). O termo é apenas usado para designar aquelas jazidas paleontológicas com grande riqueza de fósseis bem conservados, capazes de fornecer informação paleobiológica de grande qualidade pela abundância de fósseis ou pelo seu excelente estado de conservação. Os depósitos de fósseis estão sempre associados a sedimentos ou rochas sedimentares que no caso dos Lagerstätten necessariamente têm uma génese compatível com a boa conservação dos restos biológicos que originaram os fósseis.

## Tipos
Os paleontologistas distinguem dois tipos de Lagerstätten, agrupando-os conforme o mecanismo dominante na sua origem:
1. Konzentrat-Lagerstätten («Lagerstätten de concentração») — são depósitos onde ocorreu uma especial "concentração" de partes orgânicas duras disarticuladas de organismos, em geral arrastados pela água ou por qualquer outro mecanismo físico. A forma mais comum de Lagerstätte de concentração são as camadas de ossadas. Estes Lagerstätten são menos espectaculares que os do tipo Konservat-Lagerstätten, em geral mais famosos, e cobrem invariavelmente longos períodos de tempo, dado que a acumulação de partes duras na ausência de quantidades significativas de outros sedimentos requer longos períodos de acção do mecanismo concentrador. Depósitos com uma elevada concentração de fósseis que tenham origem numa comunidade biológica existente in situ, como os recifes coralinos ou as ostreiras, não são considerados com Lagerstätten;
2. Konservat-Lagerstätten («Lagerstätten de conservação») — são depósitos notáveis pela excepcional preservação dos organismos fossilizados ou por traços da actividade biológica extraordinariamente bem preservados. A tafonomia individual dos fósseis varia consoante as jazidas. Os Lagerstätten de conservação são fontes cruciais sobre importantes momentos na história da evolução da vida na Terra. Por exemplo a formação Burgess Shale, na British Columbia está associada à descoberta da explosão cambriana e os calcários de Solnhofen com a descoberta da ave mais antiga conhecida, o Archaeopteryx.

## Formação dos fósseis
Nos Lagerstätten de conservação (Konservat-Lagerstätten) devido a uma combinação muito favorável de factores físico-químicos ocorre a preservação de estruturas anatómicas apenas ligeiramente esclerotizadas e de tecidos moles de organismos, podendo também ser preservados traços de organismos que normalmente não seriam preservados no registo fóssil mais comum, em que apenas conchas e ossos são fossilizados. Em resultado destas condições especiais de preservação, os depósitos que formam estes Lagerstätten oferecem um registo mais completa da antiga biodiversidade, podendo mesmo incluir pistas sobre o comportamento que permitem inferir sobre a estrutura das comunidades biológicas existentes ao tempo da formação dos depósitos, dando assim importantes indicações sobre a paleoecologia do local. Estes tipos de depósitos são mais frequentes em antigas comunidades aquáticas.
Demonstrado a excepcional capacidade de preservação deste tipo de ambientes, em 1986, o paleontologista Simon Conway Morris apresentou dados que permitem concluir que apenas cerca de 14% dos géneros identificados na formação canadiana conhecida por Burgess Shale apresentava tecidos biomineralizados em vida.
Num exemplo da informação que pode ser extraída destas formações excepcionais, as afinidades dos elementos da concha dos conodontes permaneceu um mistérios até traços dos tecidos moles associados serem descobertos nos arredores de Edinburgh, Escócia, embebidos na formação conhecida por Granton Lower de xistos betuminosos do Carbonífero. A informação sobre o largo espectro de organismos encontrados em Lagerstätten tem resultado em importantes contributos para os recentes estudos de reconstrução da filogenia dos principais grupos de metazoários.
Os Lagerstätten aparentam ter algum grau de autocorrelação temporal, talvez devido a factores de ordem global, tais como o clima predominante, poderem afectar a sua deposição e preservação inicial.
São conhecidos diversos processos tafonómicos que podem produzir Lagerstätten, entre os quais os seguintes:
- Preservação do tipo Orsten e Doushantuo em que os organismos são preservados em materiais geológicos ricos em fosfato;
- Preservação do tipo Bitter Springs em que os materiais biológicos são preservados em sílica.
- Preservação pela formação de camadas finas de material carbonáceo rico em hidrocarbonetos como o que ocorre em xistos betuminosos e materiais semelhantes (conhecida também por preservação do tipo Burgess Shale);
- Preservação em pirites, a qual pode preservar detalhes de grande delicadeza, como a que ocorre nas trilobites de Beecher;
- Preservação do tipo Ediacarana em que os materiais biológicos são preservados em moldes formados por tapetes microbianos.

## Konservat-Lagerstättende importância global
Entre os mais importantes Lagerstätten conhecidos estão os seguintes:
| Precambriano                               |                             |                                    |
| Bitter Springs                             | 1000–850 Ma                 | South Australia (Austrália do Sul) |
| Formação Doushantuo                        | 600–555 Ma                  | Província de Guizhou, China        |
| Mistaken Point                             | 565 Ma                      | Newfoundland (Terra Nova, Canadá)  |
| Ediacara Hills                             | 550-545? Ma                 | South Australia                    |
| Cambriano                                  |                             |                                    |
| Folhelhos de Maotianshan (Chengjiang)      | 515 Ma                      | Província de Yunnan, China         |
| Sirius Passet                              | 518 Ma                      | Gronelândia                        |
| Xistos de Emu Bay                          | 513 Ma                      | South Australia                    |
| Formação Kaili                             | 513–501 Ma                  | Guizhou, sudoeste da China         |
| Blackberry Hill                            | ~510–500 Ma                 | Central Wisconsin, USA             |
| Xistos de Wheeler (House Range)            | 507 Ma                      | Utah, USA                          |
| Burgess Shale                              | 508 Ma                      | British Columbia, Canadá           |
| Qingjiang                                  | 500 Ma                      | China                              |
| Orsten e depósitos de alúmen de Kinnekulle | 500 Ma                      | Suécia                             |
| Orsten e depósitos de alúmen de Öland      | 500 Ma                      | Suécia                             |
| Ordoviciano                                |                             |                                    |
| Formação de Fezouata                       | c. 485 Ma                   | Vale de Draa, Marrocos             |
| Beecher's Trilobite Bed                    | 460? Ma                     | New York, USA                      |
| Walcott-Rust Quarry                        | c. 455? Ma                  | New York, USA                      |
| Xistos de Soom                             | 450? Ma                     | África do Sul                      |
| Siluriano                                  |                             |                                    |
| Wenlock Series                             | ~425 Ma                     | Inglaterra                         |
| Devoniano                                  |                             |                                    |
| Rhynie                                     | 400 Ma                      | Escócia                            |
| Ardósias de Hunsrück (Bundenbach)          | 390 Ma                      | Rheinland-Pfalz, Alemanha          |
| Formação Gogo                              | 380 Ma (Frasniano)          | Western Australia                  |
| Parque Nacional de Miguasha                | 370 Ma                      | Québec, Canadá                     |
| Canowindra, New South Wales                | 360 Ma                      | Austrália                          |
| Carbonífero                                |                             |                                    |
| Calcários de Bear Gulch                    | 320 Ma                      | Montana, USA                       |
| Joggins Fossil Cliffs                      | 315 Ma                      | Nova Scotia, Canadá                |
| Mazon Creek                                | 310 Ma                      | Illinois, US                       |
| Montceau-les-Mines                         | 300 Ma                      | França                             |
| Hamilton Quarry                            | 300 Ma                      | Kansas, USA                        |
| Permiano                                   |                             |                                    |
| Formação Mangrullo                         | c. 285-275 Ma (Artinskiano) | Uruguai                            |
| Triássico                                  |                             |                                    |
| Formação Madygen                           | 230 Ma                      | Kyrgyzstão                         |
| Ghost Ranch                                | 205 Ma                      | New Mexico, USA                    |
| Jurássico                                  |                             |                                    |
| Holzmaden/Xistos Posidonia                 | 180 Ma                      | Württemberg, Alemanha              |
| Mesa Chelonia                              | 164,6 Ma                    | Shanshan, China                    |
| La Voulte-sur-Rhône                        | 160 Ma                      | Ardèche, França                    |
| Formação de Karabastau                     | 155,7 Ma                    | Casaquistão                        |
| Calcários de Solnhofen                     | 145 Ma                      | Baviera                            |
| Calcários de Canjuers                      | 145 Ma                      | França                             |
| Cretáceo                                   |                             |                                    |
| Las Hoyas                                  | c. 125 Ma (Barremiano)      | Cuenca, Espanha                    |
| Formação de Yixian                         | c. 125-121 Ma               | Liaoning, China                    |
| Formação de Xiagou                         | c. 120-115? Ma              | Gansu, China                       |
| Formação do Crato                          | c. 117 Ma (Aptiano)         | Nordeste do Brasil                 |
| Haqel/Hadjula/al-Nammoura                  | c. 95 Ma                    | Líbano                             |
| Formação de Santana                        | 108-92 Ma                   | Brasil                             |
| Smoky Hill Chalk                           | 87-82 Ma                    | Kansas e Nebraska, USA             |
| Xistos de Ingersoll                        | 85 Ma                       | Alabama, USA                       |
| Auca Mahuevo                               | 80 Ma                       | Patagónia, Argentina               |
| Zhucheng                                   | 66 Ma                       | Shandong, China                    |
| Eoceno                                     |                             |                                    |
| Formação de Fur                            | 55-53 Ma                    | Fur, Dinamarca                     |
| London Clay                                | 54-48 Ma                    | Inglaterra, Reino Unido            |
| McAbee Fossil Beds                         | 52.9 ± 0.83 Ma              | British Columbia, Canadá           |
| Green River Formation                      | 50 Ma                       | Colorado/Utah/Wyoming, USA         |
| Klondike Mountain Formation                | 49.4 ± .5 Ma                | Washington, US                     |
| Monte Bolca                                | 49 Ma                       | Itália                             |
| Messel Oil Shale                           | 49 Ma                       | Hessen, Alemanha                   |
| Quercy Phosphorites Formation              | 25–45 Ma                    | Sudoeste da França                 |
| Oligoceno–Mioceno                          |                             |                                    |
| Âmbar dominicano                           | 30-10 Ma                    | República Dominicana               |
| Riversleigh                                | 25-15 Ma                    | Queensland, Austrália              |
| Mioceno                                    |                             |                                    |
| Clarkia fossil beds                        | 20-17 Ma                    | Idaho, USA                         |
| Barstow Formation                          | 19-13.4 Ma                  | Califórnia, USA                    |
| Ashfall Fossil Beds                        | 12–13? Ma                   | Nebraska, USA                      |
| Pleistoceno                                |                             |                                    |
| Mammoth Site                               | 26 Ka                       | South Dakota, USA                  |
| Rancho La Brea Tar Pits                    | 40-12 Ka                    | Califórnia, USA                    |
| Waco Mammoth National Monument             | 65-51 Ka                    | Texas, USA                         |